# روكافيوريتا
روكافيوريتا (بالإيطالية: Roccafiorita)‏ هي بلدية في مقاطعة ميسينا في صقلية الإيطالية.

## السكان
في سنة 1861 بلغ عدد السكان 469 نسمة، وتطور العدد ليصل في سنة 2011 لـ 228 نسمة.
يظهر هذا المخطط البياني تطور النمو السكاني لـ روكافيوريتا